# Hans Ortner

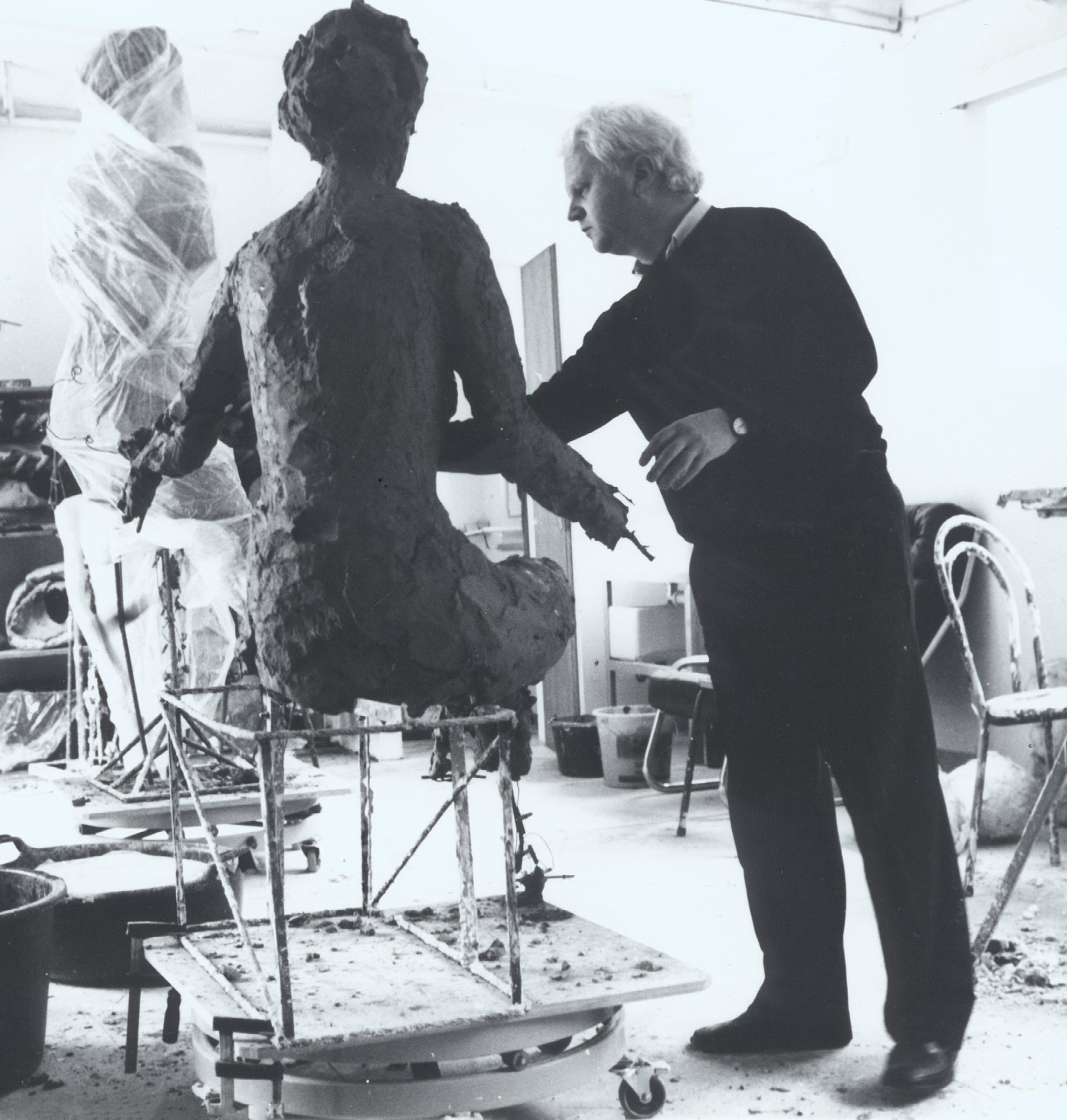
Hans Ortner bei der Arbeit an seinen Skulpturen

Hans Ortner (* 9. November 1943 in Zell am See, Österreich; † 21. November 1994 in Paderborn) war ein österreichisch-deutscher Maler und Bildhauer.

## Biographie
Hans Ortner übersiedelte 1952 von Zell am See nach Düsseldorf. 1961 nahm er an der Sommerakademie in Salzburg bei Oskar Kokoschka teil. Nach dem Abitur 1965 studierte er an der Düsseldorfer Kunstakademie 1964/65 bei Karl Bobek Zeichnen und Plastik und 1966 bis 1969 bei Kurt Arnscheidt Malerei. An der Kunstakademie in Rom studierte Hans Ortner 1965/66 bei Pericle Fazzini Plastik. 1970 heiratete er Renate Ortner, geb. Weede, in Düsseldorf. Von 1972 bis zu seinem Tod 1994 lebte er in Paderborn und lehrte an der Universität Paderborn Malerei und Plastik. 2019 ist in Paderborn der Hans-Ortner-Weg nach ihm benannt worden.

## Ausstellungen (Auswahl)
G = Gruppenausstellung, E = Einzelausstellung

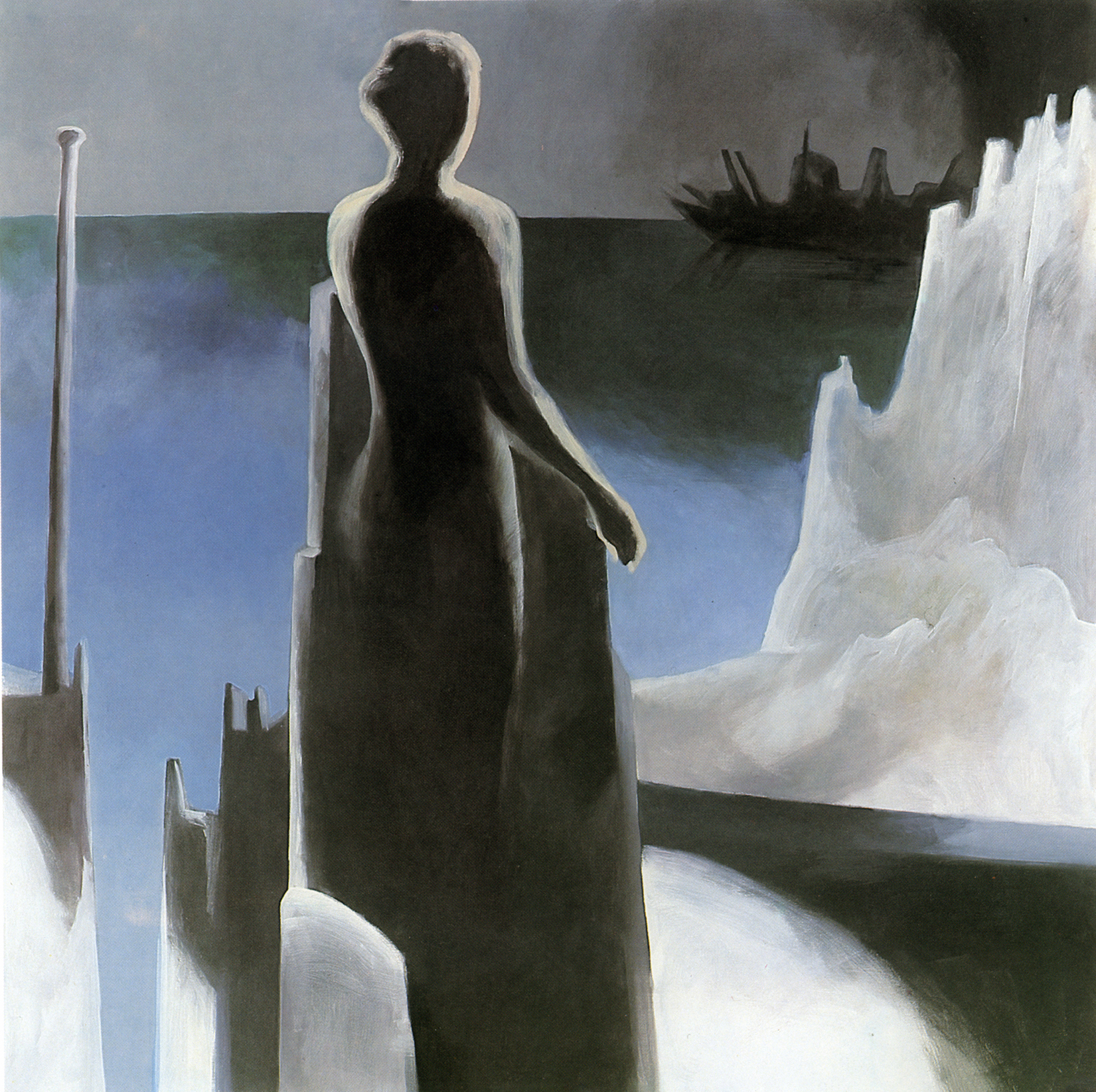
Hans Ortner 1991 – Europa – Acryl auf Leinwand, 200 × 200 cm

- 1964 und 1969: Winterausstellung, Düsseldorf (G)
- 1979: Wozu Kunst?, Porta Westfalica (G); Hansa-Haus Minden (E); Stadtbibliothek Paderborn (E)
- 1980: Kunsthalle Bielefeld (G); Dozenten und Studenten der Universität-GH-Paderborn stellen aus, Städtische Galerie Paderborn (G)
- 1981: Volkshochschule Beckum (E); Forum Bildender Künstler. Essen (E)
- 1982: Malerei und Plastik Ausstellung des BKK Ostwestfalen-Lippe, Städtische Galerie Paderborn (G); Serie, Sequenz, Reihe, Kunsthalle Bielefeld (G)
- 1983: Schiphol, Amsterdam (E); Bildteste – Textbilder, Kunsthalle Bielefeld (G); Stadtmuseum Freudenberg (E);
- 1984: Paderborner Künstler: Talente – Temperamente, Städtische Galerie Paderborn (G); Farbe bekennen, Kunsthalle Bielefeld (G)
- 1985: Daniel-Pöppelmann-Haus, Herford (G)
- 1986: Malerei und Plastik, Städtische Galerie Paderborn (E); Golden Tulip Hotel, Hoofddorp – Amsterdam  (E)
- 1987: Galerie B, Paderborn (G)
- 1988: Museo de Arte Moderno de Buenos Aires (E); Hans Ortner – Neue Bilder, Galerie Carillon
- 2003: Nicht Bekanntes: Wegbereiter – frühe malerische Experimente, Städtischen Galerie Am Abdinghof, Paderborn[3]
- 2008: Zwei Wege Hans Ortner und Renate Ortner, Schloss Dagstuhl (G)[4]
- 2015: Arbeiten auf Papier, Galerie @19[5]